# Saimin

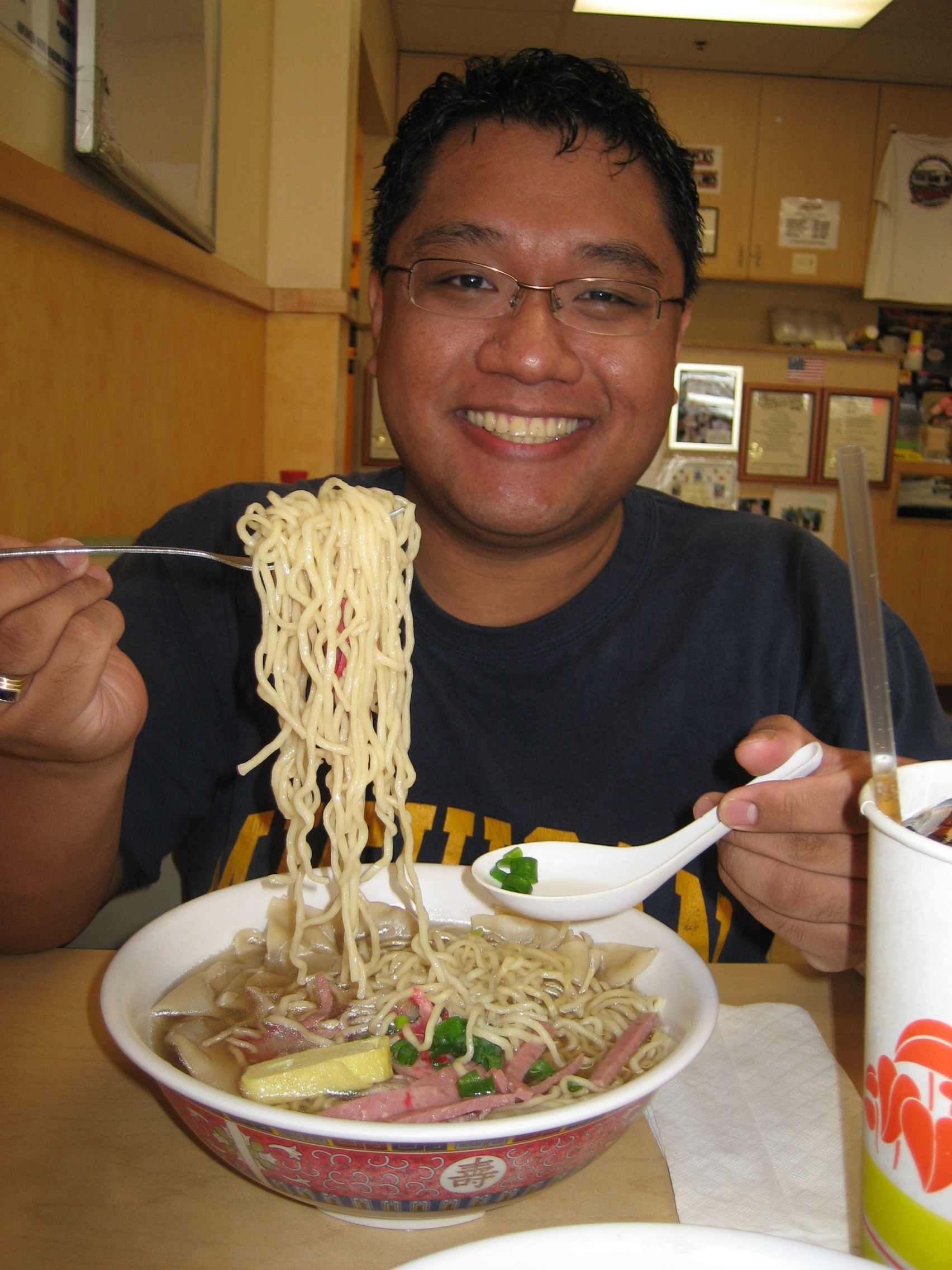
Một tô mì Saimin

Saimin là loại mì bằng bột mì pha trứng được sáng chế tại Hawaii (Mỹ). Nó có nguồn gốc từ ramen của người Nhật, mì của người Hoa, và pancit của người Philippines, và được sáng chế vào thời đồn điền của Hawaii. Nó cũng là món canh được ăn nóng; canh này làm bằng dashi (bột bằng cá ngừ vằn hay tôm). Không như ramen, mì saimin có trứng và hay co lại khi nấu lên. Canh này được trộn hành lá, cải ngọt non (baby bok choy), kamaboko (một loại chả cá), xá xíu, thịt hộp (nhất là SPAM) hay linguiça (xúc xích thịt bò của Bồ Đào Nha), và nori (tảo biển kho), cũng như nhiều thành phần khác. Ngoài ra saimen còn có thể thêm gyoza (một bánh Nhật làm giống sủi cảo) và mì hoành thánh Trung Quốc vào những ngày lễ đặc biệt. Một món mì saimin xào, xuất phát từ pancit của Philippines, cũng được ăn nhiều, nhất là ở hội chợ và cỗ tiệc.